# Srednjoiransko gorje
Srednjoiransko gorje (perz. ‏کوههای کوهرود‎; Kuha-je Kuhrud) jedan je od glavnih planinskih lanaca na Iranskoj visoravni. U cijelosti se proteže Iranom odnosno Sistanom i Beludžistanom, Komskom, Isfahanskom, Jazdskom i Kermanskom pokrajinom u smjeru sjeverozapad-jugoistok. Približna duljina gorja iznosi 1000 km, a nadmorska visina kreće se do maksimalnih 4246 m na Kuh-e Lalezaru. U širem smislu gorje pripada alpsko-himalajskom lanacu koji je oblikovan tijekom alpske orogeneze, a u užem se ponekad smatra istočnim ogrankom Zagrosa čiji se glavni masiv proteže oko 200-300 km zapadno. Dva planinska lanca međusobno se nadovezuju na jugu, a nadalje prema istoku spajaju se na Istočnoiransko gorje. Srednjoiransko gorje u stratigrafskom i strukturalnom smislu na sjeveru se prožima i s Alborzom.

## Poveznice
- Iranska visoravan
- Zemljopis Irana